# Vittaria chingii
Vittaria chingii là một loài dương xỉ trong họ Pteridaceae. Loài này được B.S. Wang mô tả khoa học đầu tiên năm 1961.
Danh pháp khoa học của loài này chưa được làm sáng tỏ. 